# Großer Preis von Australien 2023
Der Große Preis von Australien 2023 (offiziell Formula 1 Rolex Australian Grand Prix 2023) fand am 2. April auf dem Albert Park Circuit in Melbourne statt und war das dritte Rennen der Formel-1-Weltmeisterschaft 2023.

## Bericht

### Hintergründe
Nach dem Großen Preis von Saudi-Arabien führte Max Verstappen in der Fahrerwertung mit einem Punkt vor Sergio Pérez und mit 14 Punkten vor Fernando Alonso. In der Konstrukteurswertung führte Red Bull mit 49 Punkten vor Aston Martin und Mercedes. 
Pirelli stellte den Fahrern die Reifenmischungen C2 Hard (weiß), C3 Medium (gelb) und C4 Soft (rot) sowie Cinturato Intermediates (grün) und Cinturato Full-Wets (blau) für nasse Bedingungen zur Verfügung.
Vor dem Grand Prix wurde eine zusätzliche Richtlinie durch die FIA verabschiedet, in der festgelegt wurde, dass beim Absitzen einer Zeitstrafe das Berühren des Wagens durch die Mechaniker, sowohl mit ihren Händen, als auch mit Werkzeugen wie z. B. einem Wagenheber, als Arbeit am Auto gilt und damit für die Dauer der Zeitstrafe untersagt ist. Damit reagierte man auf die Verwirrung um die Bestrafung von Alonso nach dem Grand Prix von Saudi-Arabien. Zudem wurden die Startboxen um 20 Zentimeter verbreitert.
Pierre Gasly (zehn), Lance Stroll (acht), Alonso (sechs), Alexander Albon (fünf), George Russell, Yuki Tsunoda (jeweils vier), Lando Norris, Kevin Magnussen, Esteban Ocon, Zhou Guanyu (jeweils drei), Verstappen, Pérez (jeweils zwei) und Charles Leclerc (einer) gingen mit Strafpunkten ins Rennwochenende.
Mit Lewis Hamilton (zweimal), Alonso, Valtteri Bottas und Leclerc (jeweils einmal) traten vier ehemalige Sieger zu diesem Grand Prix an.
Als Rennkommissare für dieses Rennwochenende fungierten Nish Shetty (SGP), Loïc Bacquelaine (BEL), Enrique Bernoldi (BRA) und Christopher McMahon (AUS).

### Training
Im ersten freien Training war Verstappen mit einer Zeit von 1:18,790 Minuten der Schnellste vor Hamilton und Pérez.
Im zweiten freien Traning fuhr Alonso mit einer Zeit von 1:18,887 Minuten die Bestzeit vor Leclerc und Verstappen.
Im dritten freien Training war mit einer Zeit von 1:17,565 Minuten erneut Verstappen der Schnellste, diesmal vor Alonso und Ocon.

### Qualifying
Das Qualifying bestand aus drei Teilen mit einer Nettolaufzeit von 45 Minuten. Im ersten Qualifying-Segment (Q1) hatten die Fahrer 18 Minuten Zeit, um sich für das Rennen zu qualifizieren. Alle Fahrer, die im ersten Abschnitt eine Zeit erzielten, die maximal 107 Prozent der schnellsten Rundenzeit betrug, qualifizierten sich für den Grand Prix. Die besten 15 Fahrer erreichten den nächsten Qualifikationsabschnitt. Verstappen war Schnellster. Der Abschnitt wurde nach einem Unfall von Pérez unterbrochen, der infolgedessen keine Zeit setzte und sich nicht für den Grand Prix qualifizierte. Da er allerdings im Training ausreichend schnell gefahren war, durfte er am Rennen teilnehmen. Neben ihm schieden die Alfa-Romeo-Piloten sowie Logan Sargeant und Oscar Piastri aus.
Der zweite Abschnitt (Q2) dauerte 15 Minuten. Die schnellsten zehn Piloten qualifizierten sich für den dritten Teil des Qualifyings. Verstappen war erneut Schnellster. Die AlphaTauri-Piloten sowie Magnussen, Norris und Ocon schieden aus.
Der letzte Abschnitt (Q3) ging über eine Zeit von zwölf Minuten, in denen die ersten zehn Startpositionen vergeben wurden. Verstappen fuhr mit einer Rundenzeit von 1:16,732 Minuten die Bestzeit vor den beiden Mercedes-Piloten Russell und Hamilton. Es war die 22. Pole-Position für Verstappen in der Formel-1-Weltmeisterschaft.

### Rennen
Am Start konnten sowohl Russell als auch Hamilton Verstappen überholen. Russell gelang dies bereits in der ersten Kurve, Hamilton zog in der dritten Kurve vorbei. Für Leclerc war das Rennen in der ersten Runde beendet, nachdem er nach einer Berührung mit Stroll im Kiesbett gelandet war. Für eine längere Unterbrechung sorgte anschließend Albon. Der Williams-Pilot verlor in Runde 8 die Kontrolle über sein Auto und krachte in die Mauer. Nachdem zunächst das Safety-Car ausgerufen worden war, fuhr Russell als Führender direkt zum Reifenwechsel an die Box und kam als Achter zurück. Die Aufräumarbeiten auf der Strecke verlangten allerdings eine rote Flagge, daher wurde das Rennen unterbrochen und alle Fahrer mussten in die Boxengasse.
Beim Neustart konnte Hamilton, der durch den Boxenstopp von Russell in Führung lag, bevor die rote Flagge geschwenkt wurde, zunächst seine Position vor Verstappen behalten, musste diesen allerdings recht schnell in Runde 12 zunächst vorbei und dann auch ziehen lassen. Verstappen fuhr in der Folge einsam an der Spitze, während sich sein Teamkollege Pérez durchs Feld nach vorne arbeitete. Russell musste dann seinen Mercedes in der 18. Runde mit einem Motorschaden abstellen.
Nach einem selbstverschuldeten Unfall von Haas-Pilot Magnussen in der 52. Runde ordnete die Rennleitung erneut eine rote Flagge und einen stehenden Neustart an. Der Neustart erfolgte in der 57. und vorletzten Runde. Verstappen konnte seine Führung vor Hamilton verteidigen und bog als Erster in die erste Kurve ein. Sainz jr. räumte dahinter auf Platz 4 liegend den vor ihm fahrenden Alonso ab und kassierte hierfür eine Fünf-Sekunden-Zeitstrafe, welche nach Rennende auf seine Zeit addiert wurde. Zudem fielen die beiden Alpine-Piloten Gasly und Ocon, de Vries und Sargeant nach Kollisionen aus. Wegen der Autowracks und Trümmerteile wurde das Rennen anschließend erneut unterbrochen. Die Rennleitung entschied sich jedoch gegen einen erneuten Start, die Reihenfolge vor dem Restart zu werten und das Rennen so hinter dem Safety-Car zu beenden.
Verstappen gewann so vor Hamilton und Alonso und konnte so seinen Vorsprung in der Fahrerwertung ausbauen. Die restlichen Punkteplatzierungen belegten Stroll, Norris, Nico Hülkenberg, Piastri, Zhou und Tsunoda. Sainz jr. fiel durch die Fünf-Sekunden-Strafe von Platz 4 auf Platz 12 zurück. Die schnellste Rennrunde fuhr Pérez in 1:20,235 Minuten, womit er sich einen zusätzlichen Punkt sichern konnte.

## Meldeliste
| Team                                  | Nr. | Fahrer           | Chassis                           | Motor                             | Reifen |
| ------------------------------------- | --- | ---------------- | --------------------------------- | --------------------------------- | ------ |
| Oracle Red Bull Racing                | 01  | Max Verstappen   | Red Bull Racing RB19              | Honda RBPTH001                    | P      |
| Oracle Red Bull Racing                | 11  | Sergio Pérez     | Red Bull Racing RB19              | Honda RBPTH001                    | P      |
| Scuderia Ferrari                      | 16  | Charles Leclerc  | Ferrari SF-23                     | Ferrari 066/10                    | P      |
| Scuderia Ferrari                      | 55  | Carlos Sainz jr. | Ferrari SF-23                     | Ferrari 066/10                    | P      |
| Mercedes-AMG Petronas F1 Team         | 63  | George Russell   | Mercedes-AMG F1 W14 E Performance | Mercedes-AMG F1 M14 E Performance | P      |
| Mercedes-AMG Petronas F1 Team         | 44  | Lewis Hamilton   | Mercedes-AMG F1 W14 E Performance | Mercedes-AMG F1 M14 E Performance | P      |
| BWT Alpine F1 Team                    | 31  | Esteban Ocon     | Alpine A523                       | Renault E-Tech RE23               | P      |
| BWT Alpine F1 Team                    | 10  | Pierre Gasly     | Alpine A523                       | Renault E-Tech RE23               | P      |
| McLaren F1 Team                       | 81  | Oscar Piastri    | McLaren MCL60                     | Mercedes-AMG F1 M14 E Performance | P      |
| McLaren F1 Team                       | 04  | Lando Norris     | McLaren MCL60                     | Mercedes-AMG F1 M14 E Performance | P      |
| Alfa Romeo F1 Team Stake              | 77  | Valtteri Bottas  | Alfa Romeo C43                    | Ferrari 066/10                    | P      |
| Alfa Romeo F1 Team Stake              | 24  | Zhou Guanyu      | Alfa Romeo C43                    | Ferrari 066/10                    | P      |
| Aston Martin Aramco Cognizant F1 Team | 18  | Lance Stroll     | Aston Martin AMR23                | Mercedes-AMG F1 M14 E Performance | P      |
| Aston Martin Aramco Cognizant F1 Team | 14  | Fernando Alonso  | Aston Martin AMR23                | Mercedes-AMG F1 M14 E Performance | P      |
| MoneyGram Haas F1 Team                | 20  | Kevin Magnussen  | Haas VF-23                        | Ferrari 066/10                    | P      |
| MoneyGram Haas F1 Team                | 27  | Nico Hülkenberg  | Haas VF-23                        | Ferrari 066/10                    | P      |
| Scuderia AlphaTauri                   | 21  | Nyck de Vries    | AlphaTauri AT04                   | Honda RBPTH001                    | P      |
| Scuderia AlphaTauri                   | 22  | Yuki Tsunoda     | AlphaTauri AT04                   | Honda RBPTH001                    | P      |
| Williams Racing                       | 23  | Alexander Albon  | Williams FW45                     | Mercedes-AMG F1 M14 E Performance | P      |
| Williams Racing                       | 02  | Logan Sargeant   | Williams FW45                     | Mercedes-AMG F1 M14 E Performance | P      |

## Klassifikationen

### Qualifying
| Pos.                                                                      | Fahrer           | Konstrukteur                 | Q1         | Q2       | Q3       | Start |
| ------------------------------------------------------------------------- | ---------------- | ---------------------------- | ---------- | -------- | -------- | ----- |
| 01                                                                        | Max Verstappen   | Red Bull Racing-Honda RBPT   | 1:17,384   | 1:17,056 | 1:16,732 | 01    |
| 02                                                                        | George Russell   | Mercedes                     | 1:17,654   | 1:17,513 | 1:16,968 | 02    |
| 03                                                                        | Lewis Hamilton   | Mercedes                     | 1:17,689   | 1:17,551 | 1:17,104 | 03    |
| 04                                                                        | Fernando Alonso  | Aston Martin Aramco-Mercedes | 1:17,832   | 1:17,283 | 1:17,139 | 04    |
| 05                                                                        | Carlos Sainz jr. | Ferrari                      | 1:17,928   | 1:17,349 | 1:17,270 | 05    |
| 06                                                                        | Lance Stroll     | Aston Martin Aramco-Mercedes | 1:17,873   | 1:17,616 | 1:17,308 | 06    |
| 07                                                                        | Charles Leclerc  | Ferrari                      | 1:18,218   | 1:17,390 | 1:17,369 | 07    |
| 08                                                                        | Alexander Albon  | Williams-Mercedes            | 1:17,962   | 1:17,761 | 1:17,609 | 08    |
| 09                                                                        | Pierre Gasly     | Alpine-Renault               | 1:18,312   | 1:17,574 | 1:17,675 | 09    |
| 10                                                                        | Nico Hülkenberg  | Haas-Ferrari                 | 1:18,029   | 1:17,412 | 1:17,735 | 10    |
| 11                                                                        | Esteban Ocon     | Alpine-Renault               | 1:17,770   | 1:17,768 | –        | 11    |
| 12                                                                        | Yuki Tsunoda     | AlphaTauri-Honda RBPT        | 1:18,471   | 1:18,099 | –        | 12    |
| 13                                                                        | Lando Norris     | McLaren-Mercedes             | 1:18,243   | 1:18,119 | –        | 13    |
| 14                                                                        | Kevin Magnussen  | Haas-Ferrari                 | 1:18,159   | 1:18,129 | –        | 14    |
| 15                                                                        | Nyck de Vries    | AlphaTauri-Honda RBPT        | 1:18,450   | 1:18,335 | –        | 15    |
| 16                                                                        | Oscar Piastri    | McLaren-Mercedes             | 1:18,517   | –        | –        | 16    |
| 17                                                                        | Zhou Guanyu      | Alfa Romeo-Ferrari           | 1:18,540   | –        | –        | 17    |
| 18                                                                        | Logan Sargeant   | Williams-Mercedes            | 1:18,557   | –        | –        | 18    |
| 19                                                                        | Valtteri Bottas  | Alfa Romeo-Ferrari           | 1:18,714   | –        | –        | 19    |
| 107-Prozent-Zeit: 1:22,800 min (bezogen auf Q1-Bestzeit von 1:17,384 min) |                  |                              |            |          |          |       |
| 20                                                                        | Sergio Pérez     | Red Bull Racing-Honda RBPT   | keine Zeit | –        | –        | 20    |

Anmerkungen
1. ↑  Pérez setzte keine Zeit, ihm wurde allerdings erlaubt zu starten, da er im freien Training ausreichend schnell gefahren war.

### Rennen
| Pos.                                                            | Fahrer           | Konstrukteur                 | Runden | Stopps | Zeit        | Start | Schnellste Runde |
| --------------------------------------------------------------- | ---------------- | ---------------------------- | ------ | ------ | ----------- | ----- | ---------------- |
| 01                                                              | Max Verstappen   | Red Bull Racing-Honda RBPT   | 58     | 3      | 2:32:38,371 | 01    | 1:20,342 (49.)   |
| 02                                                              | Lewis Hamilton   | Mercedes                     | 58     | 3      | + 0,179     | 03    | 1:20,613 (49.)   |
| 03                                                              | Fernando Alonso  | Aston Martin Aramco-Mercedes | 58     | 3      | + 0,769     | 04    | 1:20,476 (53.)   |
| 04                                                              | Lance Stroll     | Aston Martin Aramco-Mercedes | 58     | 3      | + 3,082     | 06    | 1:20,934 (50.)   |
| 05                                                              | Sergio Pérez     | Red Bull Racing-Honda RBPT   | 58     | 5      | + 3,320     | 20    | 1:20,235 (53.)   |
| 06                                                              | Lando Norris     | McLaren-Mercedes             | 58     | 3      | + 3,701     | 13    | 1:21,173 (46.)   |
| 07                                                              | Nico Hülkenberg  | Haas-Ferrari                 | 58     | 3      | + 4,939     | 10    | 1:21,124 (46.)   |
| 08                                                              | Oscar Piastri    | McLaren-Mercedes             | 58     | 4      | + 5,382     | 16    | 1:21,335 (53.)   |
| 09                                                              | Zhou Guanyu      | Alfa Romeo-Ferrari           | 58     | 5      | + 5,713     | 17    | 1:21,819 (48.)   |
| 10                                                              | Yuki Tsunoda     | AlphaTauri-Honda RBPT        | 58     | 4      | + 6,052     | 12    | 1:21,789 (52.)   |
| 11                                                              | Valtteri Bottas  | Alfa Romeo-Ferrari           | 58     | 6      | + 6,513     | 19    | 1:22,233 (46.)   |
| 12                                                              | Carlos Sainz jr. | Ferrari                      | 58     | 4      | + 6,594     | 05    | 1:20,467 (53.)   |
| 13                                                              | Pierre Gasly     | Alpine-Renault               | 56     | 2      | DNF         | 09    | 1:20,995 (47.)   |
| 14                                                              | Esteban Ocon     | Alpine-Renault               | 56     | 3      | DNF         | 11    | 1:21,203 (44.)   |
| 15                                                              | Nyck de Vries    | AlphaTauri-Honda RBPT        | 56     | 4      | DNF         | 15    | 1:21,183 (50.)   |
| 16                                                              | Logan Sargeant   | Williams-Mercedes            | 56     | 6      | DNF         | 18    | 1:21,456 (50.)   |
| 17                                                              | Kevin Magnussen  | Haas-Ferrari                 | 52     | 2      | DNF         | 14    | 1:21,685 (52.)   |
| –                                                               | George Russell   | Mercedes                     | 17     | 2      | DNF         | 02    | 1:22,680 (16.)   |
| –                                                               | Alexander Albon  | Williams-Mercedes            | 6      | 0      | DNF         | 08    | 1:23,349 (06.)   |
| –                                                               | Charles Leclerc  | Ferrari                      | 0      | 0      | DNF         | 07    | –                |
| Fahrer des Tages: Sergio Pérez (21,3 % der abgegebenen Stimmen) |                  |                              |        |        |             |       |                  |

Anmerkungen
1. ↑  Sainz jr. erhielt aufgrund einer Kollision mit Alonso eine Zeitstrafe von fünf Sekunden. Er rutschte von Platz 4 auf Platz 12 ab.

## WM-Stände nach dem Rennen
Die ersten zehn des Rennens bekamen 25, 18, 15, 12, 10, 8, 6, 4, 2 bzw. 1 Punkt(e). Zusätzlich wurde ein Punkt für die schnellste Rennrunde vergeben, wenn der betreffende Fahrer unter den ersten Zehn ins Ziel kam.

### Fahrerwertung
| Pos. | Fahrer           | Konstrukteur                 | Punkte |
| ---- | ---------------- | ---------------------------- | ------ |
| 01   | Max Verstappen   | Red Bull Racing-Honda RBPT   | 69     |
| 02   | Sergio Pérez     | Red Bull Racing-Honda RBPT   | 54     |
| 03   | Fernando Alonso  | Aston Martin Aramco-Mercedes | 45     |
| 04   | Lewis Hamilton   | Mercedes                     | 38     |
| 05   | Carlos Sainz jr. | Ferrari                      | 20     |
| 06   | Lance Stroll     | Aston Martin Aramco-Mercedes | 20     |
| 07   | George Russell   | Mercedes                     | 18     |
| 08   | Lando Norris     | McLaren-Mercedes             | 8      |
| 09   | Nico Hülkenberg  | Haas-Ferrari                 | 6      |
| 10   | Charles Leclerc  | Ferrari                      | 6      |

| Pos. | Fahrer          | Konstrukteur          | Punkte |
| ---- | --------------- | --------------------- | ------ |
| 11   | Valtteri Bottas | Alfa Romeo-Ferrari    | 4      |
| 12   | Esteban Ocon    | Alpine-Renault        | 4      |
| 13   | Oscar Piastri   | McLaren-Mercedes      | 4      |
| 14   | Pierre Gasly    | Alpine-Renault        | 4      |
| 15   | Zhou Guanyu     | Alfa Romeo-Ferrari    | 2      |
| 16   | Yuki Tsunoda    | AlphaTauri-Honda RBPT | 1      |
| 17   | Kevin Magnussen | Haas-Ferrari          | 1      |
| 18   | Alexander Albon | Williams-Mercedes     | 1      |
| 19   | Logan Sargeant  | Williams-Mercedes     | 0      |
| 20   | Nyck de Vries   | AlphaTauri-Honda RBPT | 0      |

### Konstrukteurswertung
| Pos. | Konstrukteur                 | Punkte |
| ---- | ---------------------------- | ------ |
| 01   | Red Bull Racing-Honda RBPT   | 123    |
| 02   | Aston Martin Aramco-Mercedes | 65     |
| 03   | Mercedes                     | 56     |
| 04   | Ferrari                      | 26     |
| 05   | McLaren-Mercedes             | 12     |

| Pos. | Konstrukteur          | Punkte |
| ---- | --------------------- | ------ |
| 06   | Alpine-Renault        | 8      |
| 07   | Haas-Ferrari          | 7      |
| 08   | Alfa Romeo-Ferrari    | 6      |
| 09   | AlphaTauri-Honda RBPT | 1      |
| 10   | Williams-Mercedes     | 1      |